# Boletín de la Sociedad Castellonense de Cultura
El Boletín de la Sociedad Castellonense de Cultura (BSCC) és una revista editada per la Societat Castellonenca de Cultura que començà a publicar-se el 1920.
En un primer moment, es publicà en fascicles bimestrals, sota la direcció de Ricard Carreras i Balado, primer, i d'Àngel Sánchez i Gozalbo, després. Tot i que bàsicament està dedicada a l'erudició local, s'ha dedicat a tractar, també, temes més generals d'història literària, de lingüística, d'arqueologia i de folklore, relatius al País Valencià, així com a la literatura de creació i a l'assaig científic i sociològic. Cessà d'aparèixer del 1936 al 1943, i posteriorment tornà a publicar-se amb diverses periodicitats segons els anys. Destaquen en les seves col·laboracions treballs tan importants com els estudis de dret valencià d'Honori Garcia; el Vocabulari del Maestrat, de Joaquim Garcia i Girona; l'epistolari de Felip Pedrell, de Vicent Ripollès i Pérez; la col·lecció de cartes de poblament del P. Ramon de Maria; les investigacions sobre art medieval de Manuel Betí i Bonfill i d'Àngel Sánchez i Gozalbo, etc.